# 北湖大桥站
北湖大桥站是长春轨道交通8号线车站，位于长春市宽城区北四环路，为一高架站点。2018年10月30日试运营。